# Aleksandra Krunić
Aleksandra Krunić (en alphabet cyrillique serbe : Александра Крунић ; en alphabet latin serbe : Aleksandra Krunić), née le 15 mars 1993 à Moscou (Russie), est une joueuse de tennis serbe, professionnelle depuis 2008.
À ce jour, elle a remporté un titre en simple et six titres en double dames sur le circuit WTA.

## Carrière

### 2014: révélation
Alesksandra Krunic se révèle au grand public, après s'être extirpé des qualifications, en éliminant la tête de série n°3 et récente vainqueur de Wimbledon, Petra Kvitová (6-4, 6-4) lors des seizièmes de finale de l'US Open 2014. Elle échoue par la suite au terme d'un match très accroché (6-4, 4-6, 4-6) face à l'ancienne n°1 mondiale, la biélorusse Victoria Azarenka. Elle fait partie, au même titre que l'Américaine Catherine Bellis et la Suissesse Belinda Bencic, des révélations du tournoi.

### 2017: premiers succès
Elle remporte son premier titre en catégorie WTA 125 lors du Bol Open en juin 2017, battant en finale la Roumaine Alexandra Cadanțu sur abandon. Trois mois plus tard, elle s'incline en finale contre Zhang Shuai lors du Guangzhou Open.

### 2022: grave blessure
En septembre 2022, lors des qualifications du tournoi de Talinn, elle se blesse au genou. Elle annonce quelques jours plus tard qu'il s'agit d'un étirement brutal des ligaments du genou.

### 2025: finale en double à Auckland
Début janvier 2025, elle parvient en finale du double à Auckland.

## Palmarès

### Titre en simple dames
| No | Date       | Nom et lieu du tournoi   | Catégorie | Dotation  | Surface      | Finaliste        | Score          |          |
| -- | ---------- | ------------------------ | --------- | --------- | ------------ | ---------------- | -------------- | -------- |
| 1  | 11-06-2018 | Libéma Open, Bois-le-Duc | Intern'l  | 250 000 $ | Gazon (ext.) | Kirsten Flipkens | 6-70, 7-5, 6-1 | Parcours |

### Finales en simple dames
| No | Date       | Nom et lieu du tournoi         | Catégorie | Dotation  | Surface      | Vainqueure    | Score         |          |
| -- | ---------- | ------------------------------ | --------- | --------- | ------------ | ------------- | ------------- | -------- |
| 1  | 18-09-2017 | Guangzhou Open, Guangzhou      | Intern'l  | 250 000 $ | Dur (ext.)   | Zhang Shuai   | 6-2, 3-6, 6-2 | Parcours |
| 2  | 11-07-2022 | Hungarian Grand Prix, Budapest | WTA 250   | 251 750 $ | Terre (ext.) | Bernarda Pera | 6-3, 6-3      | Parcours |

### Titres en double dames
| No | Date       | Nom et lieu du tournoi                       | Catégorie | Dotation    | Surface      | Partenaire         | Finalistes                           | Score     |          |
| -- | ---------- | -------------------------------------------- | --------- | ----------- | ------------ | ------------------ | ------------------------------------ | --------- | -------- |
| 1  | 08-09-2014 | Tashkent Open Tachkent                       | Intern'l  | 250 000 $   | Dur (ext.)   | Kateřina Siniaková | Margarita Gasparyan Alexandra Panova | 6-2, 6-1  | Parcours |
| 2  | 25-04-2016 | GP Princesse Lalla Meryem Rabat              | Intern'l  | 250 000 $   | Terre (ext.) | Xenia Knoll        | Tatjana Maria Raluca Olaru           | 6-3, 6-0  | Parcours |
| 3  | 07-01-2019 | Sydney International Sydney                  | Premier   | 757 900 $   | Dur (ext.)   | Kateřina Siniaková | Eri Hozumi Alicja Rosolska           | 6-1, 7-63 | Parcours |
| 4  | 10-06-2019 | Libéma Open Bois-le-Duc                      | Intern'l  | 226 750 € $ | Gazon (ext.) | Shuko Aoyama       | Lesley Kerkhove Bibiane Schoofs      | 7-5, 6-3  | Parcours |
| 5  | 16-05-2021 | Serbia Ladies Open Belgrade                  | WTA 250   | 235 238 $   | Terre (ext.) | Nina Stojanović    | Greet Minnen Alison Van Uytvanck     | 6-0, 6-2  | Parcours |
| 6  | 19-06-2022 | Rothesay International Eastbourne Eastbourne | WTA 500   | 757 900 $   | Gazon (ext.) | Magda Linette      | Lyudmyla Kichenok Jeļena Ostapenko   | forfait   | Parcours |
| 7  | 14-04-2025 | Open de Rouen Capfinances Rouen              | WTA 250   | 275 094 $   | Terre (int.) | Sabrina Santamaria | Irina Khromacheva Linda Nosková      | 6-0, 6-4  | Parcours |

### Finales en double dames
| No | Date       | Nom et lieu du tournoi               | Catégorie | Dotation     | Surface      | Vainqueures                            | Partenaire         | Score             |          |
| -- | ---------- | ------------------------------------ | --------- | ------------ | ------------ | -------------------------------------- | ------------------ | ----------------- | -------- |
| 1  | 22-07-2013 | Baku Cup Bakou                       | Intern'l  | 235 000 $    | Dur (ext.)   | Irina Buryachok Oksana Kalashnikova    | Eléni Daniilídou   | 4-6, 7-63, [10-4] | Parcours |
| 2  | 06-06-2016 | Ricoh Open Bois-le-Duc               | Intern'l  | 226 750 $    | Gazon (ext.) | Oksana Kalashnikova Yaroslava Shvedova | Xenia Knoll        | 6-1, 6-1          | Parcours |
| 3  | 13-09-2021 | Zavarovalnica Sava Portorož Portorož | WTA 250   | 235 238 $    | Dur (ext.)   | Anna Kalinskaya Tereza Mihalíková      | Lesley Kerkhove    | 4-6, 6-2, [12-10] | Parcours |
| 4  | 25-10-2021 | Transylvania Open Cluj-Napoca        | WTA 250   | 235 238 $    | Dur (int.)   | Irina Bara Ekaterine Gorgodze          | Lesley Kerkhove    | 4-6, 6-1, [11-9]  | Parcours |
| 5  | 21-08-2022 | Tennis in the Land Cleveland         | WTA 250   | 251 750 $    | Dur (ext.)   | Nicole Melichar-Martinez Ellen Perez   | Anna Danilina      | 7-5, 6-3          | Parcours |
| 6  | 30-12-2024 | ASB Classic Auckland                 | WTA 250   | 275 094 $    | Dur (ext.)   | Jiang Xinyu Wu Fang-hsien              | Sabrina Santamaria | 6-3, 6-4          | Parcours |
| 7  | 27-05-2025 | Roland-Garros Paris                  | G. Chelem | 56 352 000 € | Terre (ext.) | Sara Errani Jasmine Paolini            | Anna Danilina      | 6-4, 2-6, 6-1     | Parcours |

### Titre en simple en WTA 125
| No | Date       | Nom et lieu du tournoi | Catégorie | Dotation  | Surface      | Finaliste         | Score        |          |
| -- | ---------- | ---------------------- | --------- | --------- | ------------ | ----------------- | ------------ | -------- |
| 1  | 06-06-2017 | Bol Open, Bol          | WTA 125   | 125 000 $ | Terre (ext.) | Alexandra Cadanțu | 6-3, 3-0 ab. | Parcours |

### Finale en double en WTA 125
| No | Date       | Nom et lieu du tournoi                        | Catégorie | Dotation  | Surface      | Vainqueures                 | Partenaire     | Score            |          |
| -- | ---------- | --------------------------------------------- | --------- | --------- | ------------ | --------------------------- | -------------- | ---------------- | -------- |
| 1  | 31-05-2022 | Makarska International Championships Makarska | WTA 125   | 115 000 $ | Terre (ext.) | Dalila Jakupović Tena Lukas | Olga Danilović | 5-7, 6-2, [10-5] | Parcours |

## Parcours en Grand Chelem

### En simple dames
| Année | Open d'Australie | Open d'Australie    | Internationaux de France | Internationaux de France | Wimbledon       | Wimbledon           | US Open         | US Open              |
| ----- | ---------------- | ------------------- | ------------------------ | ------------------------ | --------------- | ------------------- | --------------- | -------------------- |
| 2011  | —                | —                   | —                        | —                        | Q1              | Maria Elena Camerin | Q2              | Karin Knapp          |
| 2012  | Q3               | Varvara Lepchenko   | Q1                       | Ons Jabeur               | —               | —                   | Q2              | Magdaléna Rybáriková |
| 2013  | Q1               | Maria Elena Camerin | Q2                       | Mariana Duque Mariño     | —               | —                   | 1er tour (1/64) | Coco Vandeweghe      |
| 2014  | Q1               | Zarina Diyas        | Q2                       | Irina-Camelia Begu       | Q1              | Melinda Czink       | 1/8 de finale   | Victoria Azarenka    |
| 2015  | 1er tour (1/64)  | Lauren Davis        | 1er tour (1/64)          | Yulia Putintseva         | 3e tour (1/16)  | Venus Williams      | 1er tour (1/64) | Danka Kovinić        |
| 2016  | 1er tour (1/64)  | Eugenie Bouchard    | Q1                       | Jennifer Brady           | 1er tour (1/64) | Monica Niculescu    | 1er tour (1/64) | Nicole Gibbs         |
| 2017  | Q2               | Anna Blinkova       | Q3                       | Kateryna Kozlova         | Q3              | Petra Martić        | 3e tour (1/16)  | Julia Görges         |
| 2018  | 1er tour (1/64)  | Anett Kontaveit     | 1er tour (1/64)          | Peng Shuai               | 1er tour (1/64) | Madison Brengle     | 3e tour (1/16)  | Madison Keys         |
| 2019  | 2e tour (1/32)   | Wang Qiang          | 2e tour (1/32)           | Lesia Tsurenko           | 1er tour (1/64) | Karolína Muchová    | 1er tour (1/64) | Jeļena Ostapenko     |
| 2020  | Q1               | Tereza Martincová   | —                        | —                        | Annulé          | Annulé              | —               | —                    |
| 2021  | Q3               | Tereza Martincová   | 1er tour (1/64)          | Coco Gauff               | Q2              | Storm Sanders       | —               | —                    |
| 2022  | Q1               | Rebecca Šramková    | 2e tour (1/32)           | Veronika Kudermetova     | 1er tour (1/64) | Sorana Cîrstea      | 3e tour (1/16)  | Liudmila Samsonova   |
| 2023  | —                | —                   | —                        | —                        | Q1              | Ann Li              | —               | —                    |
| 2024  | 1er tour (1/64)  | Clara Burel         | 1er tour (1/64)          | Katie Volynets           | —               | —                   | —               | —                    |

N.B. : à droite du résultat se trouve le nom de l'ultime adversaire.

### En double dames
| Année | Open d'Australie                                                                          | Open d'Australie                                                                           | Internationaux de France                                                               | Internationaux de France                                                                  | Wimbledon                                                                              | Wimbledon | US Open | US Open |
| ----- | ----------------------------------------------------------------------------------------- | ------------------------------------------------------------------------------------------ | -------------------------------------------------------------------------------------- | ----------------------------------------------------------------------------------------- | -------------------------------------------------------------------------------------- | --------- | ------- | ------- |
| 2015  | —                                                                                         | —                                                                                          | 1er tour (1/32) L. Tsurenko \|\| style="text-align:left;" \| Chan H.-c. A. Medina      | 1er tour (1/32) A. Cornet \|\| style="text-align:left;" \| A. Hlaváčková L. Hradecká      | 1/8 de finale J. Janković \|\| style="text-align:left;" \| C. Dellacqua Y. Shvedova    |           |         |         |
| 2016  | —                                                                                         | —                                                                                          | 1/8 de finale M. Lučić \|\| style="text-align:left;" \| Xu Y. Zheng S.                 | 1/8 de finale J. Janković \|\| style="text-align:left;" \| A.L. Grönefeld K. Peschke      | 1er tour (1/32) A. Mitu \|\| style="text-align:left;" \| M. Erakovic A. Parra          |           |         |         |
| 2017  | 1er tour (1/32) O. Kalashnikova \|\| style="text-align:left;" \| G. Dabrowski M. Krajicek | 2e tour (1/16) A. Tomljanović \|\| style="text-align:left;" \| B. Mattek-Sands L. Šafářová | 2e tour (1/16) K. Bondarenko \|\| style="text-align:left;" \| C. Bellis M. Vondroušová | 1er tour (1/32) K. Flipkens \|\| style="text-align:left;" \| Hsieh S.-w. M. Niculescu     |                                                                                        |           |         |         |
| 2018  | 2e tour (1/16) K. Bondarenko \|\| style="text-align:left;" \| V. Golubic N. Stojanović    | 2e tour (1/16) K. Bondarenko \|\| style="text-align:left;" \| J. Brady V. King             | 1er tour (1/32) K. Bondarenko \|\| style="text-align:left;" \| H. Dart K. Dunne        | 1er tour (1/32) K. Bondarenko \|\| style="text-align:left;" \| B. Krejčíková K. Siniaková |                                                                                        |           |         |         |
| 2019  | 1er tour (1/32) Zheng S. \|\| style="text-align:left;" \| M. Adamczak J. Moore            | 1er tour (1/32) A. Tomljanović \|\| style="text-align:left;" \| V. Azarenka A. Barty       | 2e tour (1/16) S. Aoyama \|\| style="text-align:left;" \| E. Mertens A. Sabalenka      | 2e tour (1/16) S. Aoyama \|\| style="text-align:left;" \| D. Collins E. Perez             |                                                                                        |           |         |         |
| 2020  | 1er tour (1/32) K. Bondarenko \|\| style="text-align:left;" \| D. Jurak N. Stojanović     | —                                                                                          | —                                                                                      | Annulé                                                                                    | Annulé                                                                                 | —         | —       |         |
| 2021  | 1/4 de finale M. Trevisan \|\| style="text-align:left;" \| D. Jurak N. Stojanović         | 1er tour (1/32) M. Trevisan \|\| style="text-align:left;" \| Ka. Plíšková Kr. Plíšková     | 1/4 de finale N. Stojanović \|\| style="text-align:left;" \| Hsieh S.-w. E. Mertens    | 2e tour (1/16) N. Stojanović \|\| style="text-align:left;" \| M. Kostyuk D. Yastremska    |                                                                                        |           |         |         |
| 2022  | 1er tour (1/32) D. Kovinić \|\| style="text-align:left;" \| A. Muhammad J. Pegula         | 1er tour (1/32) A. Panova \|\| style="text-align:left;" \| Chan Y.-j. S. Stosur            | 2e tour (1/16) N. Dzalamidze \|\| style="text-align:left;" \| H. Dart H. Watson        | —                                                                                         | —                                                                                      |           |         |         |
| 2023  | —                                                                                         | —                                                                                          | —                                                                                      | —                                                                                         | 1er tour (1/32) G. Dabrowski \|\| style="text-align:left;" \| L. Davis R. van der Hoek | —         | —       |         |
| 2024  | 2e tour (1/16) S. Aoyama \|\| style="text-align:left;" \| S. Errani J. Paolini            | 1er tour (1/32) S. Aoyama \|\| style="text-align:left;" \| Hsieh S.-w. E. Mertens          | 1er tour (1/32) S. Aoyama \|\| style="text-align:left;" \| C. Dolehide D. Krawczyk     | —                                                                                         | —                                                                                      |           |         |         |
| 2025  | 1er tour (1/32) N. Stojanović \|\| style="text-align:left;" \| K. Birrell O. Gadecki      | Finale A. Danilina                                                                         | S. Errani J. Paolini                                                                   | 1er tour (1/32) S. Lamens \|\| style="text-align:left;" \| I. Khromacheva F. Stollár      |                                                                                        |           |         |         |

N.B. : le nom de la partenaire se trouve sous le résultat ; les noms des ultimes adversaires se trouvent à droite.

### En double mixte
| Année | Open d'Australie                                                          | Open d'Australie | Internationaux de France | Internationaux de France | Wimbledon | Wimbledon | US Open | US Open |
| ----- | ------------------------------------------------------------------------- | ---------------- | ------------------------ | ------------------------ | --------- | --------- | ------- | ------- |
| 2022  | 1er tour (1/16) N. Čačić \|\| style="text-align:left;" \| S. Mirza R. Ram | —                | —                        | —                        | —         | —         | —       |         |

N.B. : le nom de la partenaire se trouve sous le résultat ; les noms des ultimes adversaires se trouvent à droite.

## Parcours en «Premier» et WTA 1000
Les tournois WTA « Premier Mandatory » et « Premier 5 » (entre 2009 et 2020) et WTA 1000 (à partir de 2021) constituent les catégories d'épreuves les plus prestigieuses, après les quatre levées du Grand Chelem.

### En simple dames
| Année |       |                             |                |                              |                                   |                             |                             |                              |                                   |                             |                           |                           |
| Doha  | Dubaï | Indian Wells                | Miami          | Madrid                       | Rome                              | Canada                      | Cincinnati                  | Pékin                        |                                   | Wuhan                       |                           |                           |
| Doha  | Dubaï | Indian Wells                | Miami          | Madrid                       | Rome                              | Canada                      | Cincinnati                  | Pékin                        | Guadalajara                       |                             |                           |                           |
| Doha  | Dubaï | Indian Wells                | Miami          | Madrid                       | Rome                              | Canada                      | Cincinnati                  | Pékin                        |                                   |                             |                           |                           |
| 2015  |       | Hors catégorie              |                | 1er tour (1/64) M. Niculescu | 1er tour (1/64) M. Brengle        |                             |                             |                              |                                   |                             |                           |                           |
| 2017  |       | Hors catégorie              |                |                              |                                   |                             |                             |                              | 2e tour (1/16) C. Suárez          |                             |                           |                           |
| 2018  |       | 1er tour (1/32) B. Strýcová | Hors catégorie | 1er tour (1/64) I-C. Begu    | 1er tour (1/64) M. Sákkari        | 1er tour (1/32) V. Azarenka | 2e tour (1/16) A. Sevastova | 1er tour (1/32) A. Sevastova | 1er tour (1/32) A. Pavlyuchenkova | 2e tour (1/16) K. Siniaková | 2e tour (1/16) P. Kvitová | 2e tour (1/16) P. Kvitová |
| 2019  |       | Hors catégorie              |                | 1er tour (1/64) A. Anisimova | 1er tour (1/64) S. Sorribes Tormo |                             |                             |                              |                                   |                             |                           |                           |
|       |       | WTA 1000                    |                |                              |                                   |                             |                             |                              |                                   |                             |                           |                           |
| 2024  |       |                             |                |                              | 1er tour (1/64) L. Siegemund      |                             |                             |                              |                                   |                             |                           |                           |

Sous le résultat, l’ultime adversaire.
1. 1 2   Les tournois de Doha et Dubaï alternent le statut de tournoi WTA 1000 (ex Premier 5) entre 2009 et 2023 : les trois premières éditions ont lieu à Dubaï, les trois suivantes à Doha, puis Dubaï accueille le tournoi de cette catégorie les années impaires et Dubaï les années paires. De 2011 à 2023, la ville qui n’accueille pas de WTA 1000 organise à la place un tournoi WTA 500 (ex Premier).
2. 1 2 3 4 5 6 7   L’ordre de déroulement des tournois a évolué depuis 2009 : Rome se dispute avant Madrid et Cincinnati avant Montréal/Toronto jusqu’en 2010, tandis que Tokyo/Wuhan/Guadalajara ont lieu avant Pékin jusqu’en 2023.

## Parcours aux Jeux olympiques

### En simple dames
| # | Date       | Nom de l'olympiade                  | Surface    | Résultat        | Ultime adversaire   | Score    |          |
| - | ---------- | ----------------------------------- | ---------- | --------------- | ------------------- | -------- | -------- |
| 1 | 06/08/2016 | Olympic Tennis Event Rio de Janeiro | Dur (ext.) | 1er tour (1/32) | Kristina Mladenovic | 6-1, 6-4 | Parcours |

### En double dames
| # | Date       | Nom de l'olympiade                  | Surface    | Résultat        | Partenaire      | Ultimes adversaires          | Score             |          |
| - | ---------- | ----------------------------------- | ---------- | --------------- | --------------- | ---------------------------- | ----------------- | -------- |
| 1 | 06/08/2016 | Olympic Tennis Event Rio de Janeiro | Dur (ext.) | 1er tour (1/16) | Jelena Janković | Johanna Konta Heather Watson | 6-2, 6-1          | Parcours |
| 2 | 31/07/2021 | Olympic Tennis Event Tokyo          | Dur (ext.) | 1er tour (1/16) | Nina Stojanović | Xu Yifan Yang Zhaoxuan       | 4-6, 6-4, [18-16] | Parcours |

## Parcours en Fed Cup
| #                                                               | Date       | Lieu       | Surface      | Gagnante(s)                         | Perdante(s)                              | Score          |          |
| --------------------------------------------------------------- | ---------- | ---------- | ------------ | ----------------------------------- | ---------------------------------------- | -------------- | -------- |
|                                                                 |            |            |              |                                     |                                          |                |          |
| 2011 - 1er tour (groupe mondial II) - Serbie - Canada - 3 : 2   |            |            |              |                                     |                                          |                |          |
| 1                                                               | 05/02/2011 | Novi Sad   | Dur (int.)   | Rebecca Marino                      | Aleksandra Krunić                        | 6-3, 3-6, 7-5  | Parcours |
| 1                                                               | 05/02/2011 | Novi Sad   | Dur (int.)   | Bojana Jovanovski Aleksandra Krunić | Sharon Fichman Marie-Ève Pelletier       | 7-65, 6-4      | Parcours |
|                                                                 |            |            |              |                                     |                                          |                |          |
| 2011 - Barrage (groupe mondial I) - Slovaquie - Serbie - 2 : 3  |            |            |              |                                     |                                          |                |          |
| 2                                                               | 16/04/2011 | Bratislava | Terre (int.) | Jelena Janković Aleksandra Krunić   | Daniela Hantuchová Magdaléna Rybáriková  | 2-6, 7-5, 9-7  | Parcours |
|                                                                 |            |            |              |                                     |                                          |                |          |
| 2012 - 1er tour (groupe mondial) - Belgique - Serbie - 2 : 3    |            |            |              |                                     |                                          |                |          |
| 3                                                               | 04/02/2012 | Charleroi  | Dur (int.)   | Yanina Wickmayer                    | Aleksandra Krunić                        | 6-1, 6-0       | Parcours |
| 3                                                               | 04/02/2012 | Charleroi  | Dur (int.)   | Bojana Jovanovski Aleksandra Krunić | Yanina Wickmayer Alison Van Uytvanck     | 7-62, 4-6, 6-1 | Parcours |
|                                                                 |            |            |              |                                     |                                          |                |          |
| 2012 - 1/2 finale (groupe mondial) - Russie - Serbie - 2 : 3    |            |            |              |                                     |                                          |                |          |
| 4                                                               | 21/04/2012 | Moscou     | Terre (int.) | A. Pavlyuchenkova Elena Vesnina     | Bojana Jovanovski Aleksandra Krunić      | 6-4, 6-0       | Parcours |
|                                                                 |            |            |              |                                     |                                          |                |          |
| 2013 - Barrage (groupe mondial I) - Allemagne - Serbie - 3 : 2  |            |            |              |                                     |                                          |                |          |
| 5                                                               | 20/04/2013 | Stuttgart  | Terre (int.) | Anna-Lena Grönefeld Sabine Lisicki  | Vesna Dolonc Aleksandra Krunić           | 6-2, 6-4       | Parcours |
|                                                                 |            |            |              |                                     |                                          |                |          |
| 2015 - Barrage (groupe mondial II) - Serbie - Paraguay - 4 : 1  |            |            |              |                                     |                                          |                |          |
| 6                                                               | 18/04/2015 | Novi Sad   | Dur (int.)   | Aleksandra Krunić                   | Verónica Cepede Royg                     | 6-1, 6-3       | Parcours |
| 6                                                               | 18/04/2015 | Novi Sad   | Dur (int.)   | Aleksandra Krunić                   | Montserrat González                      | 6-0, 6-2       | Parcours |
| 6                                                               | 18/04/2015 | Novi Sad   | Dur (int.)   | Aleksandra Krunić Ivana Jorović     | Verónica Cepede Royg Montserrat González | 6-1, 6-4       | Parcours |
|                                                                 |            |            |              |                                     |                                          |                |          |
| 2016 - Barrage (groupe mondial II) - Serbie - Belgique - 2 : 3  |            |            |              |                                     |                                          |                |          |
| 7                                                               | 16/04/2016 | Belgrade   | Terre (int.) | Aleksandra Krunić                   | Kirsten Flipkens                         | 6-4, 7-68      | Parcours |
| 7                                                               | 16/04/2016 | Belgrade   | Terre (int.) | Yanina Wickmayer                    | Aleksandra Krunić                        | 1-6, 7-5, 8-6  | Parcours |
|                                                                 |            |            |              |                                     |                                          |                |          |
| 2017 - Barrage (groupe mondial II) - Serbie - Australie - 0 : 4 |            |            |              |                                     |                                          |                |          |
| 8                                                               | 22/04/2017 | Zrenjanin  | Dur (int.)   | Ashleigh Barty                      | Aleksandra Krunić                        | 6-4, 6-3       | Parcours |

## Classements WTA en fin de saison
| Année          | 2009 | 2010 | 2011 | 2012 | 2013 | 2014 | 2015 | 2016 | 2017 | 2018 | 2019 | 2020 | 2021 | 2022 | 2023 | 2024 |
| Rang en simple | 632  | 224  | 226  | 168  | 145  | 101  | 96   | 146  | 55   | 57   | 165  | 236  | 137  | 101  | 689  | 287  |
| Rang en double | 752  | 363  | 613  | 345  | 97   | 91   | 94   | 46   | 76   | 66   | 37   | 64   | 46   | 54   | 873  | 67   |

Source : (en) Classements de Aleksandra Krunić sur le site officiel de la Fédération internationale de tennis

## Records et statistiques

### Victoires sur le top 10
Toutes ses victoires sur des joueuses classées dans le top 10 de la WTA lors de la rencontre.
| Légende             |
| Grand Chelem        |
| Premier* / WTA 1000 |
| premier / WTA 500   |
| WTA 250             |
| Fed Cup             |

| # | Rang   |  | Tournoi     | Année | Surface |  | Adversaire       | Rang | Tour | Score              | Tableau |
| - | ------ |  | ----------- | ----- | ------- |  | ---------------- | ---- | ---- | ------------------ | ------- |
| 1 | no 145 |  | US Open     | 2014  | Dur     |  | Petra Kvitová    | no 4 | 1/16 | 6-4, 6-4           | Tableau |
| 2 | no 78  |  | US Open     | 2017  | Dur     |  | Johanna Konta    | no 7 | 1/64 | 4-6, 6-3, 6-4      | Tableau |
| 3 | no 53  |  | Brisbane    | 2018  | Dur     |  | Garbiñe Muguruza | no 2 | 1/8  | 5-7, 7-63, 1-2 ab. | Tableau |
| 4 | no 63  |  | Pékin       | 2018  | Dur     |  | Elina Svitolina  | no 6 | 1/32 | 0-6, 6-4, 7-64     | Tableau |
| 5 | no 400 |  | Bois-le-Duc | 2024  | Gazon   |  | Jessica Pegula   | no 5 | 1/8  | 7-63, 63-7, 6-4    | Tableau |